# فارغ فيكرنس
لويس كاشيه (وُلد باسم كريستيان فيكيرنس في 11 فبراير 1973)، المعروف أكثر باسم فارغ فيكيرنس، هو موسيقي وكاتب نرويجي اشتهر بألبوماته في موسيقى "البلاك ميتال" وبأعماله الإجرامية اللاحقة. أطلق أول خمسة ألبومات له تحت اسم "بورزوم" بين عامي 1992 و1996، مما جعله من الشخصيات الأكثر تأثيرًا في المشهد المبكر لموسيقى البلاك ميتال النرويجية. أُدين فيكيرنس بجرائم قتل وحرق متعمد في عام 1994، وحُكم عليه بالسجن لمدة 21 عامًا، لكنه أُطلق سراحه بعد قضائه 15 عامًا.
وُلد فيكيرنس في بلدية فانا بمدينة بيرغن، وبدأ العزف على الجيتار في سن 14 عامًا، وشكّل أول فرقة موسيقية له، "كلاشنيكوف" (التي عُرفت لاحقًا باسم "أوروك-هاي") بحلول عام 1989. انضم بعد ذلك إلى فرقة "أولد فيونيرال"، حيث عزف الجيتار بين عامي 1989 و1991. قام بتسجيل عدة مقطوعات مع الفرقة، والتي ظهرت في ألبوم "ديوارد كاركاس" بالإضافة إلى عدة ألبومات تجميعية صدرت في السنوات اللاحقة. في عام 1992، كان فيكيرنس، إلى جانب أعضاء آخرين من المشهد الموسيقي، موضع اشتباه في حرق أربع كنائس مسيحية في النرويج. نفى فيكيرنس تورطه في حوادث الحرق، رغم أنه أعرب عن دعمه لها. كما قام في عامي 1992-1993 بتسجيل عزف الباس لأول ألبوم استوديو للفرقة "مايهم" بعنوان De Mysteriis Dom Sathanas والذي صدر في عام 1994.
في أغسطس 1993، قام فيكيرنس بطعن عازف الجيتار في فرقة "مايهم"، يورونيموس، طعنة قاتلة خلال مشاجرة في شقة الأخير، وتم اعتقاله بعد وقت قصير. وفي مايو 1994، أُدين فيكيرنس بتهمة القتل من الدرجة الأولى، وحرق الكنائس، وحيازة متفجرات. وقد أكد فيكيرنس دائمًا أن القتل كان دفاعًا عن النفس، وحاول دون جدوى تخفيف التهمة إلى القتل غير العمد. حُكم عليه بالسجن لمدة 21 عامًا، وهي أقصى عقوبة بموجب القانون النرويجي. وخلال فترة سجنه، أسس فيكيرنس منظمة نازية جديدة باسم "الجبهة النرويجية الوثنية"، ونُشرت له كتابان، كما أصدر ألبومين بموسيقى البيئة (Ambient) تحت اسم "بورزوم". أُطلق سراحه بشروط في عام 2009، ثم انتقل إلى فرنسا مع زوجته وأطفاله، حيث واصل الكتابة وإنتاج الموسيقى. كما كان مدون فيديو نشط على قناته في يوتيوب "ثوليان برسبيكتيف" حتى تم حظر القناة من قبل المنصة.
وُصف فيكيرنس من قبل سام دان بأنه "أكثر موسيقيي الميتال إثارة للجدل في كل العصور"، ولا يزال فيكيرنس مثيرًا للجدل بسبب جرائمه وأفكاره السياسية والدينية. لقد روج لفكر يجمع بين "الأودينية" والنازية الباطنية، واعتنق النازية بشكل علني في منتصف التسعينيات حتى أواخرها. ومنذ ذلك الحين، تبرأ من تلك الأيديولوجية والحركات المرتبطة بها، رغم أن النقاد ما زالوا يصنفون أفكاره على أنها من أقصى اليمين. يُطلق فيكيرنس على معتقداته اسم "الأودالية"، ويدافع عن "مجتمع وثني أوروبي ما قبل الصناعة" يعارض الأديان الإبراهيمية وأنظمة مثل الرأسمالية، والشيوعية، والمادية، والاشتراكية.

## سيرة

### الخلفية والطفولة
في المقابلات التي نُشرت في كتاب Lords of Chaos عام 1998، يتحدث فيكيرنس عن خلفيته وطفولته. يحتوي الكتاب أيضًا على مقابلة مع والدته، هيلين بوره (إذ يُشار إليها بالاسم "لينه" في الكتاب وصحيفة ذُكرت فيه، بينما يستخدم موقع فيكيرنس الشخصي الاسم "هيلين"). في مقابلة عام 2004، ذكر فيكيرنس أن والدته كانت "تعمل في شركة نفط كبيرة". أما والده فهو مهندس إلكترونيات، وشقيقه الأكبر مهندس مدني.
في مقابلة Lords of Chaos، يتذكر فيكيرنس أنه عندما كان في السادسة من عمره، انتقلت العائلة لمدة عام تقريبًا إلى بغداد في العراق لأن والده كان "يعمل لدى صدام حسين" على تطوير برنامج حاسوبي. ونظرًا لعدم توفر أماكن في المدرسة الإنجليزية في بغداد، التحق فيكيرنس بمدرسة ابتدائية عراقية خلال هذه الفترة. ووفقًا لما ذكره في المقابلة، فقد أصبح "واعياً بالقضايا العرقية" هناك. كانت العقوبات البدنية شائعة جدًا في المدرسة، وفي إحدى المرات، حصلت مشادة بين فيكيرنس وأحد المعلمين، حيث وصفه بـ "القرد". لكن فيكيرنس شعر أن المعلمين "لم يجرؤوا على ضربي لأنني كنت أبيض البشرة". وذكرت والدته أيضًا أن "الأطفال الآخرين في صفه كانوا يُضربون من قِبل معلميهم؛ أما هو فلم يحدث ذلك". وأشارت إلى أن هذا الوضع تسبب في بعض المشاكل، لكنها عمومًا "لا تملك تفسيرًا جيدًا" لكيفية تطور آراء فارج.
عند سؤاله عن والده، ذكر فيكيرنس أن والده كان "هستيريًا" بشأن وجود علم الصليب المعقوف (النازي) في منزل ابنه. ويرى فيكيرنس أن والده كان "منافقًا" لأنه كان قلقًا بشأن "كون فيكيرنس نازيًا"، في حين أنه كان غاضبًا أيضًا من "جميع الأشخاص الملونين الذين يراهم في المدينة". وعن والدته، قال فيكيرنس إنها كانت "واعية جدًا بالمسائل العرقية"، بمعنى أنها كانت تخشى أن يعود فيكيرنس "إلى المنزل مع فتاة سمراء البشرة!" بحلول وقت مقابلة Lords of Chaos عام 1995، كان فيكيرنس لا يزال يحتفظ بعلاقة جيدة مع والدته لكنه كان "قليل الاتصال" بوالده. كما أشار إلى أن والديه مطلقان؛ ويُقال إن والده "غادر قبل نحو 10 سنوات"، مما يعني حوالي عام 1985، عندما كان فيكيرنس في الحادية عشرة أو الثانية عشرة من عمره.
أفادت موسوعة القوة البيضاء والمؤرخ نيكولاس جودريك-كلارك أن فيكيرنس كان جزءًا من ثقافة "النازيين الجدد" في شبابه. وعندما سُئل في مقابلة Lords of Chaos عما إذا كان يقضي وقته مع "السكينهيدز" (skinheads) في بيرغن، قال إن "لم يكن هناك سكينهيدز في بيرغن".
وفقًا لمقابلة نُشرت على موقعه الرسمي، فإن الندبة على وجه فيكيرنس كانت بسبب حادث تزلج عندما كان في سن 11 عامًا.
كان فيكيرنس محبًا للموسيقى الكلاسيكية في طفولته (وخاصة أعمال تشايكوفسكي)، وبدأ بالاستماع لموسيقى الهيفي ميتال في سن 12 عامًا، حيث يعتبر فرقة آيرون مايدن مصدر إلهامه الأكبر. اكتشف لاحقًا فرق ميتال أخرى أثّرت في موسيقاه الخاصة، مثل كرياتور، سودوم، سيلتيك فروست، باثوري، ديستركشن، ميغاديث، سلاير، بيستيلنس، دييسايد وفون. على الرغم من أن فرقة فينوم تُعد المؤثر الرئيسي في موسيقى البلاك ميتال، إلا أن فيكيرنس نفى دائمًا تأثره بها، واصفًا الفرقة بأنها "مجرد مزحة". وقد ارتدى ذات مرة قميصًا لفرقة فينوم ترويجًا لنوع موسيقى البلاك ميتال، لكنه ذكر لاحقًا أنه ندم على ذلك.
كان فيكيرنس أيضًا مهووسًا منذ صغره بعالم "الأرض الوسطى" الخيالي الذي أبدعه ج. ر. ر. تولكين. اسمه الفني "غريشناخ" مستوحى من أحد الأورك في رواية البرجان، بينما اسم فرقته "بورزوم"، ويعني "الظلام"، مأخوذ من "الكلام الأسود" المكتوب على الخاتم الواحد في رواية سيد الخواتم. النقش يقرأ "Ash nazg durbatulûk, ash nazg gimbatul, ash nazg thrakatulûk agh burzum-ishi krimpatul"، وترجمتها إلى الإنجليزية "خاتم واحد ليحكمهم جميعًا، خاتم واحد ليجدهم، خاتم واحد ليجمعهم وفي الظلام يقيدهم". كما أنه قبل انضمامه إلى فرقة "أولد فيونيرال" لموسيقى الديث ميتال في بيرغن، كان عضوًا في فرقة تدعى "أوروك-هاي"، والتي استوحت اسمها من نوع من الأورك في أعمال تولكين.

### المسيرة الموسيقية المبكرة
بدأ فيكيرنس العزف على الجيتار في سن 14 عامًا. عندما بلغ 17 عامًا، التقى بأعضاء فرقة أولد فيونيرال، وعزف معهم على الجيتار بين عامي 1990 و1991 وشارك في ألبومهم Devoured Carcass EP، قبل أن يبدأ مشروعه الموسيقي الفردي بورزوم، ليصبح بسرعة جزءًا من مشهد البلاك ميتال النرويجي المبكر. بين عامي 1992 و1993، سجّل أربعة ألبومات باسم بورزوم.
ذكر فيكيرنس أنه استخدم في تسجيل هذه الألبومات الأولى جيتار ويستون قديمًا، اشتراه في عام 1987 من أحد معارفه. كما استخدم أرخص غيتار باس وجده في متجره المحلي، واستعار طقم طبول من فرقة أولد فيونيرال، ومن فرقة إيمورتال التي حلت محلها، ومن "موسيقي آخر يعيش قريبًا". في ألبوم Hvis lyset tar oss، استعار طقم الطبول الخاص بـ "هيلهامر"، وهو نفسه الطقم الذي استخدمه هيلهامر في تسجيل De Mysteriis Dom Sathanas لفرقة مايهم. استخدم فيكيرنس مكبر صوت بيفي، ولكن في تسجيل Filosofem استخدم مكبر صوت جهاز ستيريو شقيقه وبعض الدواسات القديمة التي تُنتج ضجيجًا. أما بالنسبة للأداء الصوتي، فقد استخدم أي ميكروفون يُقدمه له مهندس الصوت، ولكنه في تسجيل Filosofem تعمد استخدام أسوأ ميكروفون لديهم، وهو ميكروفون سماعة رأس. في أغنية Dungeons of Darkness، استخدم "الجونغ" الكبير في جريج هالن لإنتاج ضوضاء خلفية (حيث ساعده يورونيموس بقرع الجونغ بقبضتيه).
في عام 1992، انضم فيكيرنس إلى فرقة مايهم للبلاك ميتال، وذلك بعد سنة من انتحار عضو الفرقة "ديد" في 8 أبريل 1991. حلّ فيكيرنس محل عازف الباس "نيكروبوتشر"، الذي ترك الفرقة بسبب طريقة معاملة يورونيموس لحادث انتحار ديد.
ابتعد فيكيرنس لاحقًا عن ماضيه في البلاك ميتال، مدعيًا أنه "وقع تحت تأثير شخص منحط تمامًا، أوستين" (في إشارة إلى يورونيموس)، وملقيًا باللوم في أفعاله الماضية وانحرافاته على تأثير الآخرين السلبي في المشهد. وفي منشور على مدونته في عام 2020، كتب فيكيرنس أنه كان لديه خلافات عديدة مع الآخرين في مشهد البلاك ميتال منذ البداية؛ فهم لم يهتموا بأفكاره السياسية أو حبه للأسلحة النارية، وقام بتغيير معتقداته ليتأقلم معهم.

### حرق الكنائس
في 6 يونيو 1992، أُضرمت النار عمدًا في كنيسة فانتوفت ستيف التي تعود إلى القرن الثاني عشر وتُعتبر ذات أهمية معمارية، مما أدى إلى تدميرها بالكامل. ظهرت صورة الكنيسة المدمرة كغلاف لألبوم Burzum المصغر Aske (أي "رماد"). وبحلول يناير 1993، وقعت هجمات حرق متعمد على سبع كنائس أخرى على الأقل، بما في ذلك هجوم وقع عشية عيد الميلاد في عام 1992. أُدين فيكيرنس في عدة قضايا منها الحرق المتعمد ومحاولة الحرق لكنيستي أساني وستورفيت في بيرغن، والحرق المتعمد لكنيسة شيلد في فيندافجورد، والحرق المتعمد لكنيسة هولمينكولين في أوسلو. كما وُجهت إليه تهمة حرق كنيسة فانتوفت ستيف، لكن المحلفين وجدوه غير مذنب في هذه القضية. ووصف القضاة هذا بأنه خطأ، لكنهم لم يلغوا القضية بالكامل.
في ذلك الوقت، أفادت وسائل الإعلام أن فيكيرنس كان مرتبطًا بالشيطانية الثيولوجية. وفي مقابلات لاحقة، نفى فيكيرنس مسؤوليته عن هذه الحرائق، مؤكدًا أنها لم تكن أعمالًا شيطانية، بل كانت "انتقامًا" لما وصفه بتدنيس المسيحيين لمقابر الفايكنج ومعابدهم. ووفقًا لفيكيرنس، كانت الحرائق قد أضرمت في ذكرى غزو الفايكنج لجزيرة ليندسفارن. وأضاف أن جميع الحرائق، باستثناء حريق ستافانغر، قد نُفذت بواسطة شخص واحد فقط.

#### مقالة بيرجنس تيديندي"Bergens Tidende"
في يناير 1993، نشر مقال في إحدى أكبر الصحف النرويجية، بيرغنز تيدينده، وسلّط الضوء على مشهد البلاك ميتال في وسائل الإعلام. قابل صديقان لفيكيرنس الأخير، ثم أحضرا المقابلة إلى الصحيفة على أمل أن تنشرها. في هذه المقابلة المجهولة الهوية، ادعى "كونت غريشنك" (وهو فيكيرنس) أنه قام بحرق الكنائس وقتل شخصًا في مدينة ليلهامر. رتب صحفي الجريدة، فين بيورن توندير، اجتماعًا مع "كونت غريشنك" بمساعدة الأصدقاء. استُدعي الصحفيون إلى شقة وحُذروا من أنهم سيتعرضون لإطلاق النار إذا تم إبلاغ الشرطة.
في هذا الاجتماع، أخبر فيكيرنس ورفاقه الصحفيين أنهم قد أحرقوا الكنائس أو أنهم يعرفون من قام بذلك، وأكدوا أن الهجمات ستستمر. ادعوا أنهم من عبدة الشيطان وقالوا: "هدفنا هو نشر الخوف والشيطانية [...] ولهذا نخبر بيرغنز تيدينده بذلك." وأعطوا الصحفيين تفاصيل حول الحرائق لم يتم الكشف عنها للصحافة من قبل، مما دفع الصحيفة للتأكد من هذه المعلومات مع الشرطة قبل النشر.
نُشر المقال في 20 يناير على الصفحة الأولى من صحيفة بيرغنز تيدينده، تحت عنوان "أشعلنا النيران"، وتضمّن صورة لفيكيرنس، حيث كان وجهه مخفيًا جزئيًا وهو يحمل سكينين كبيرين. ولكن بحلول وقت نشر المقال، كان فيكيرنس قد تم اعتقاله بالفعل؛ إذ تمكنت الشرطة من العثور عليه عبر عنوان طُبع على منشور دعائي لفرقة بورزوم.
ووفقًا لفيكيرنس، كانت المقابلة المجهولة جزءًا من خطة بينه وبين يورونيموس. كان الهدف من الخطة، حسبما يقول، هو تخويف الناس، والترويج للبلاك ميتال، وجذب المزيد من العملاء إلى متجر هيلفيت. في ذلك الوقت، كان بورزوم على وشك إصدار ألبوم Aske المصغر. تم اعتقال واستجواب بعض الأعضاء الآخرين في المشهد، لكنهم جميعًا أطلق سراحهم لعدم كفاية الأدلة.
في فبراير 1993، نشرت مجلة روك فورور النرويجية مقابلة مع فيكيرنس، قال فيها عن النظام السجني: "إنه لطيف للغاية هنا. ليس جحيمًا على الإطلاق. في هذا البلد، يحصل السجناء على سرير ومرحاض ودش. إنه أمر سخيف تمامًا. طلبت من الشرطة أن يلقوا بي في زنزانة حقيقية، وشجعتهم أيضًا على استخدام العنف." أُطلق سراحه في مارس لعدم وجود أدلة كافية.

### جريمة قتل يورونيموس
في أوائل عام 1993، بدأت تظهر العداوة بين يورونيموس وفيكيرنس. وبعد حادثة بيرغنز تيدينده، قرر يورونيموس إغلاق متجر هيلفيت؛ إذ بدأ يجذب انتباه الشرطة ووسائل الإعلام.
في ليلة 10 أغسطس 1993، طعن فيكيرنس يورونيموس حتى الموت في شقته في أوسلو. في البداية، أُلقيت اللائمة في الجريمة على موسيقيين سويديين في مشهد البلاك ميتال من قبل وسائل الإعلام. وقد تم التكهن بأن القتل كان نتيجة لصراع على السلطة، أو خلاف مالي بسبب عائدات ألبومات بورزوم، إذ كان يورونيموس مدينًا لفيكيرنس بمبلغ كبير. ويشير بعض المحللين إلى أن الحادث ربما كان محاولة من فيكيرنس "لتجاوز" حادثة طعن سابقة ارتكبها عازف الدرامز فوست من فرقة إمبراطور في مدينة ليلهامر. ومع ذلك، ادعى فيكيرنس أن ما فعله كان دفاعًا عن النفس، زاعمًا أن يورونيموس خطط لصعقه بسلاح كهربائي، وتقييده، وتعذيبه حتى الموت أثناء تصوير الحدث.
في ليلة الجريمة، قاد فيكيرنس برفقة سنور "بلاكثورن" روتش من بيرغن إلى شقة يورونيموس في أوسلو. وفقًا للتقارير، بقي بلاكثورن في الدرج يدخن بينما صعد فيكيرنس إلى الطابق الرابع للقاء يورونيموس. يقول فيكيرنس إنه عندما قابل يورونيموس على الباب وسلمه العقد، شعر يورونيموس بالذعر وركله في الصدر. ويدعي فيكيرنس أن يورونيموس هرع إلى المطبخ ليحضر سكينًا، مما أدى إلى اشتباك بينهما قام فيه فيكيرنس بطعن يورونيموس حتى الموت. وعُثر على جثة يورونيموس في الدرج بالطابق الأول وبها 23 طعنة: اثنتان في الرأس، وخمس في الرقبة، و16 في الظهر. وادعى فيكيرنس أن الطعنة الأخيرة كانت قوية لدرجة أن السكين بقي عالقًا في جمجمة يورونيموس، لكن لم تكن هناك أدلة جسدية تدعم هذا الادعاء. وقال إن معظم جروح يورونيموس كانت ناتجة عن الزجاج المكسور الذي سقط عليه أثناء الشجار.
بعد الجريمة، قاد فيكيرنس وبلاكثورن عائدين إلى بيرغن. وفي الطريق، توقفا عند بحيرة حيث تخلص فيكيرنس من ملابسه الملطخة بالدماء. ورغم أن فيكيرنس ادعى أن القتل كان دفاعًا عن النفس، إلا أن بعض زملائه، مثل عازف الدرامز فوست من فرقة إمبراطور، يشككون في هذا الادعاء، بينما اعتقد عازف الباص في فرقة مايهيم، نيكروبوتشر، أن فيكيرنس قتل يورونيموس بسبب تهديدات القتل التي سبقت الحادث.
أفاد بلاكثورن بأن فيكيرنس خطط لقتل يورونيموس وأجبره على المشاركة. وذكر أنه كان على وشك الدخول إلى مستشفى نفسي في صيف 1993، لكنه هرب إلى بيرغن وبقي مع فيكيرنس. ووصف بلاكثورن الجريمة بقوله: "لم أكن مع أو ضد الأمر. لم يكن يهمني شيء بخصوص يورونيموس".

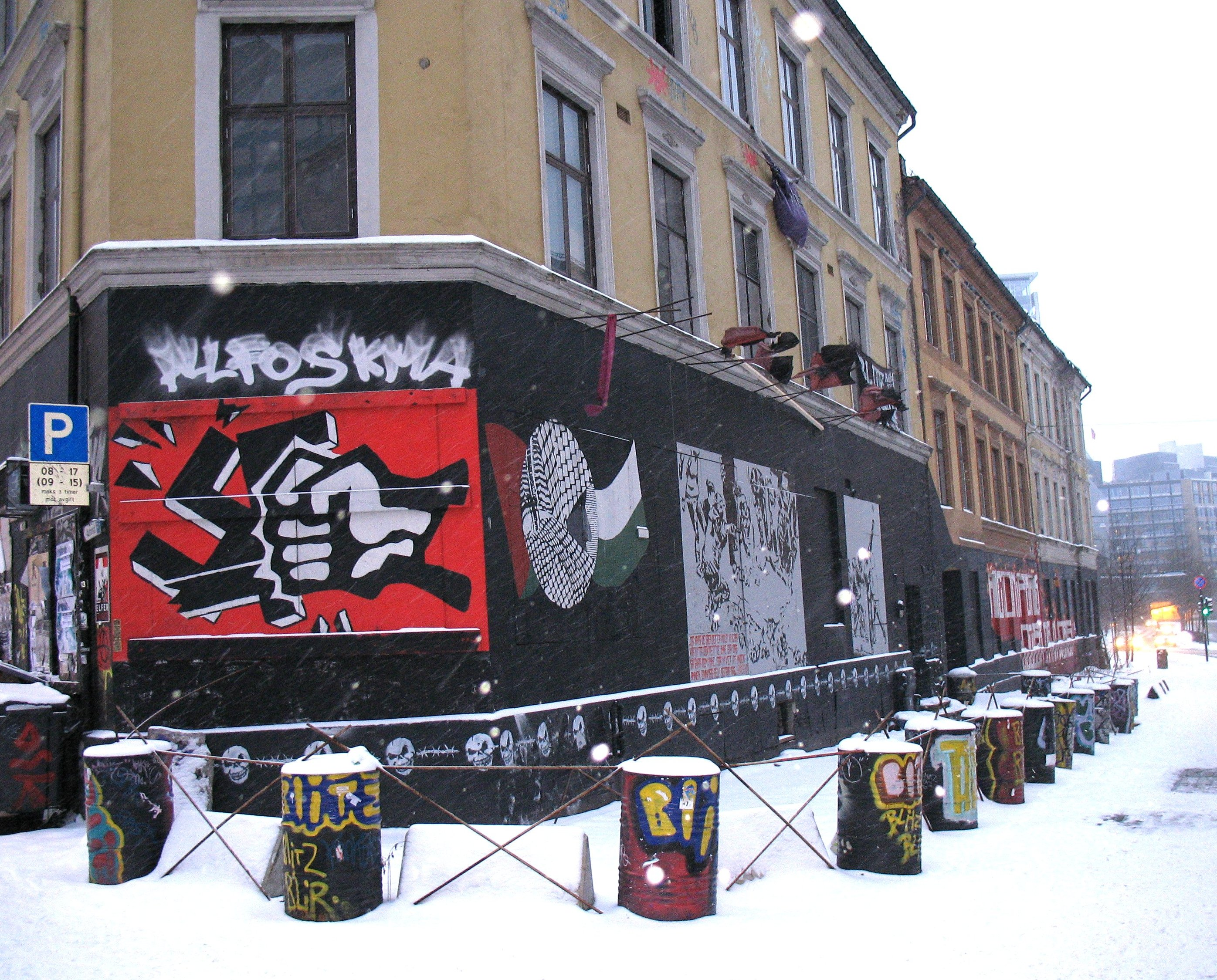
منزل بليتز الذي يُزعم أن فيكيرنس خطط لتفجيره في عام 1993.

تم اعتقال فيكيرنس في 19 أغسطس 1993 في مدينة بيرغن. وخلال تفتيش منزله، عثرت الشرطة على 150 كيلوجرامًا من المتفجرات و3000 طلقة من الذخيرة. ووفقًا لموسوعة القوة البيضاء، كان فيكيرنس يخطط لتفجير بيت بليتز، وهو مركز يجمع اليساريين الراديكاليين والفوضويين في أوسلو، وكان من المعتقد أن الخطة كانت قيد التنفيذ بالفعل. وفي مقال نشره كيفن كوغان عام 1999، أشار إلى أن فيكيرنس كان ينوي تدمير هذا الموقع المناهض للفاشية. وقال كوغان إن فيكيرنس ربما شعر بضرورة قتل يورونيموس قبل تنفيذ تفجير بيت بليتز لأن "الشيوعي" كان سيعارض بالتأكيد مثل هذا الفعل.
ومع ذلك، نفى فيكيرنس هذه الادعاءات في مقابلة أجريت معه عام 2009، حيث ذكر أنه كان يجمع المتفجرات والذخيرة "للدفاع عن النرويج في حال تعرضها لأي هجوم".

### محاكمة
بدأت محاكمة فيكيرنس في 2 مايو 1994، وكان ممثله القانوني هو المحامي ستاين-إريك ماتسون. في تلك الفترة، كان العديد من أعضاء مشهد الميتال الأسود، بمن فيهم بلاكثور و فاوس، يخضعون للمحاكمة في نفس الوقت. اعترف بعضهم بارتكاب جرائمهم وأدينوا، وأشاروا إلى آخرين في اعترافاتهم. وفقًا لكتاب *Lords of Chaos*، كان فيكيرنس يشعر بالاشمئزاز لأن الآخرين اعترفوا، بينما تمسك هو بقاعدة الصمت.
خلال المحاكمة، أصبح فيكيرنس "الفزاعة الحقيقية الأولى في البلاد بعد خمسين عامًا"، كما وصفته وسائل الإعلام. في المحكمة، تم الادعاء بأنه هو وبلاكثور وصديق آخر كانوا قد خططوا لقتل يورونيموس. وزُعم أن الشخص الثالث الذي كان معهم في بيرغن بقي في الشقة كدليل على وجودهم هناك، حيث كان من المفترض أن يستأجر أفلامًا ويعرضها في الشقة، ويسحب أموالًا من بطاقة ائتمان فيكيرنس.
في 16 مايو 1994، تم الحكم على فيكيرنس بالسجن لمدة 21 عامًا، وهي أقصى عقوبة في النرويج، بتهم قتل يورونيموس، إحراق ثلاث كنائس، محاولة إحراق كنيسة رابعة، وسرقة وتخزين 150 كجم من المتفجرات. ورغم أن فيكيرنس اعترف فقط بسرقة وتخزين المتفجرات، إلا أنه تم إحراق كنيسين في اليوم الذي صدر فيه الحكم عليه، فيما اعتُبر على الأرجح "بيانًا دعمًا رمزيًا" له. تم الحكم على بلاكثور، الذي لم يشارك في القتل لأنه كان في الأسفل يدخن، بالسجن 8 سنوات لتورطه كمساعد في الجريمة.
وفي مايو 1994، تم إصدار ألبوم *De Mysteriis Dom Sathanas* لفرقة *Mayhem*، الذي يشارك فيه يورونيموس بعزف الغيتار الكهربائي وفيكيرنس بعزف البيس. قبل الإصدار، طلبت عائلة يورونيموس من عازف درامز *Mayhem*، هيل هامير، إزالة مقاطع البيس التي سجلها فيكيرنس. لكن هيل هامير قال: "ظننت أنه من المناسب أن يكون القاتل والضحية في نفس الألبوم. أعلنّت عن أنني سأعيد تسجيل مقاطع البيس، لكنني لم أفعل ذلك".

### السجن
خلال فترة سجنه في سجون بيرغن، تونسبيرغ، رينغيريكي، تروندهايم، وترومسو، أطلق فيكيرنس ما يُسمى بـ *الجبهة الوثنية النرويجية* (Norsk Hedensk Front) خلال سنواته الأولى في السجن. وفقًا للعالم السويدي ماتياس جارديل في كتابه *Gods of the Blood*، كانت هذه مجموعة نازية جديدة وثنية نمت لتصبح *الجبهة الوثنية البان-جرمانية* (Pan-Germanic Heathen Front أو AHF) الدولية. وأشار كاتب آخر هو *زافييه كاتارينيتش* إلى أن فيكيرنس كان "الزعيم المزعوم" للجبهة الوثنية النرويجية. وعلى الرغم من أن الجبهة الوثنية نفت رسميًا أن فيكيرنس كان في القيادة، إلا أن *لوردز أوف كاوس* ذكرت أن هذا قد يكون لحمايته، حيث كان يُمنع السجناء النرويجيين من قيادة المجموعات السياسية. كما أن العنوان المدرج للمنظمة كان نفس صندوق البريد الذي استخدمه فيكيرنس في السجن، وهو ما كان سيجعل من الصعب عليه قيادة المنظمة بشكل فعال، حيث كانت كل الرسائل تُفحص من قبل موظفي السجن.
في مقابلة عام 2009، نفى فيكيرنس بشكل قاطع أن يكون قد أسس أو كان عضوًا في هذه المنظمة، مؤكدًا أن المنظمة الوحيدة التي كان ينتمي إليها هي *Riksmålsforbundet* (جمعية الحفاظ على النرويجية التقليدية). مع ذلك، تواصل فيكيرنس مع مجموعة النازيين الجدد *Zorn 88*، وكتب مقالات في مجلتهم *Gjallarhorn*. أحد الأعضاء الرئيسيين في المجموعة، *يان إريك كفامسدال*، ساعد في نشر كتابه *Vargsmål* وأسس الجبهة الوثنية وفقًا لمنظمة *Monitor*.
في 8 أبريل 1997، اعتقلت الشرطة النرويجية خمسة نازيين جدد في بلدية هيمنيس. كانوا جزءًا من وحدة شبه عسكرية مخططة للهجوم على شخصيات سياسية ودينية في النرويج، وكانوا يخططون أيضًا لتهريب فيكيرنس من السجن. كان لديهم أسلحة، متفجرات، سترات واقية من الرصاص، خوذات فولاذية، وقناع بالاكلافا. وكان أحد أعضاء المجموعة، *توم إيتيرنيس*، قد أصبح صديقًا لفيكيرنس في السجن قبل أن يهرب أثناء عطلة. تم اعتقال والدة فيكيرنس، *ليني بور*، بتهمة تزويد المجموعة بمبلغ 100,000 كرونة نرويجية. اعترفت، لكنها قالت إنها لم تكن تعلم أنهم "متعصبون يمينيون"، وأشارت إلى أن ابنها كان يتعرض للهجوم من قبل زملائه السجناء.
خلال فترة سجنه، سجل فيكيرنس ألبومين بالكامل موسيقى أمبينت ونيوافولك. الأول، *Dauði Baldrs*، تم تسجيله في 1994–1995 وتم إصداره في أكتوبر 1997. الثاني، *Hliðskjálf*، تم تسجيله في 1998 وأُصدر في أبريل 1999. نظرًا لعدم تمكينه من استخدام الغيتار الكهربائي أو البيس أو الطبول، استخدم فيكيرنس آلة سينثسايزر بدلاً منها. في عام 2000، قرر فيكيرنس وضع مشروع *Burzum* في حالة توقف مؤقت بسبب اعتقاده أن فلسفته كانت تُفهم بشكل خاطئ من قبل قاعدة معجبين غير مطلعة، والتي كانت مرتبطة ارتباطًا وثيقًا بالميتال الأسود وعبادة الشيطان.
في أوائل العقد الأول من القرن 21، كتب فيكيرنس بانتظام مقالات في مجلة المجموعة النازية الجديدة الوثنية *Vigrid*.
في أغسطس 2003، تم نقل فيكيرنس من سجن أمني مشدد في بيرغن إلى سجن منخفض الأمن في تونسبيرغ. في 15 أكتوبر، نشرت صحيفة *Tønsbergs Blad* مقالًا ينتقد فيكيرنس. في 26 أكتوبر، هرب فيكيرنس بعد أن تم منحه إجازة قصيرة. أوقف سيارة في منطقة نوميدال، حيث كانت توجد عائلة مكونة من ثلاثة أفراد، وقالوا إنه اختطف السيارة تحت تهديد السلاح. بعد حوالي 19 ساعة، أوقفت الشرطة السيارة في روميريك وألقت القبض عليه. كانت السيارة تحتوي على سكاكين، وقناع غاز، وملابس تمويه، وجهاز تحديد المواقع GPS، وخرائط، وبوصلة، وجهاز كمبيوتر محمول، وهاتف محمول. كما عثرت الشرطة على مسدس وبندقية G3 نصف آلية في كوخ في بلدية رولاغ، حيث اختبأ فيكيرنس خلال هروبه.

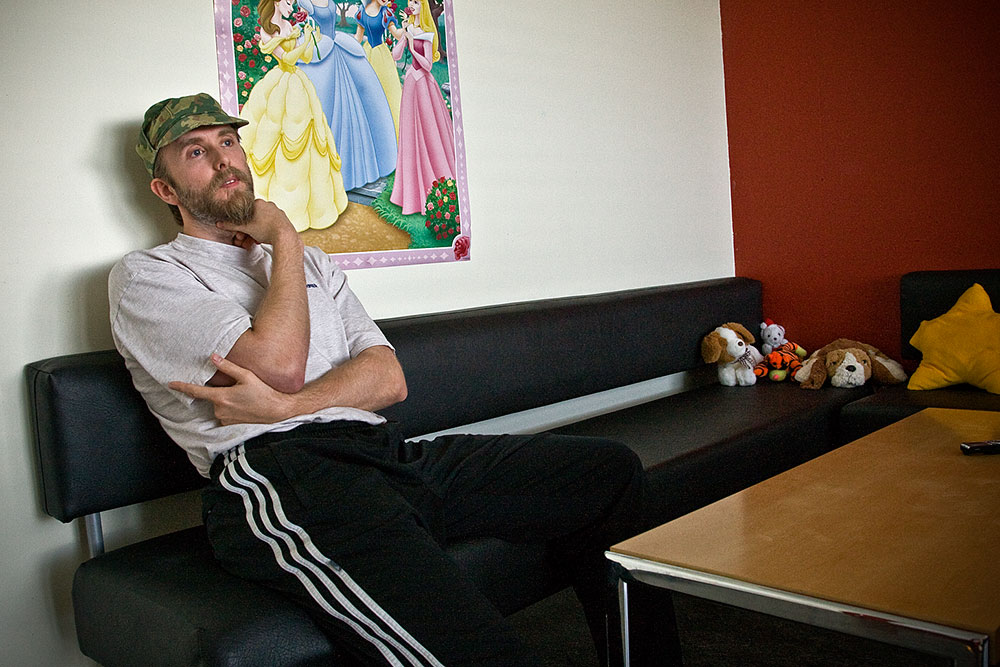
صورة لفيكرنس في السجن، أغسطس 2008

استنتجت الشرطة أن هروب فيكيرنس كان "مخططًا جيدًا وشمل مساعدة من عدة أشخاص من الخارج". قبل هروبه، أعطى فيكيرنس والدته رسالة كتب فيها أنه تلقى تهديدات بالقتل وأن أحد السجناء حاول خنقه بعد نشر المقال في الصحيفة. نتيجةً لهذه الأحداث، أضيفت ثلاثة عشر شهرًا إلى حكمه وتم نقله إلى سجن في رينغيريكي. في يوليو 2004، تم نقله إلى سجن أمني مشدد في تروندهايم. وقضى السنوات الثلاث الأخيرة من حكمه في سجن ترومسو.
عندما تم إدانة فيكيرنس، كان من الممكن إطلاق سراحه بكفالة بعد أن يقضي 12 عامًا من حكمه البالغ 21 عامًا، ولكن في عام 2002، قبل أن يصبح مؤهلاً لذلك، قام البرلمان النرويجي بتمديد هذا المدة إلى 14 عامًا. في يونيو 2006، بعد أن قضى 12 عامًا، تم رفض طلب فيكيرنس بالإفراج المشروط من قبل وزارة العدالة الجنائية لهذا السبب. وقد اشتكى محاميه، جون كريستيان إيلدين، من أن تغيير السياسة يعد نوعًا من التشريع الرجعي. حيث يحظر الفصل 97 من الدستور النرويجي أي قانون يمنح قوة رجعية. تم رفض طلبه بالإفراج المشروط مرة أخرى في يونيو 2008، على الرغم من أنه سمح له بمغادرة سجن ترومسو لفترات قصيرة لزيارة عائلته. وكان من المقرر أن يستمر حكمه الكامل لمدة سبع سنوات أخرى. ومع ذلك، في مارس 2009، تم الإعلان عن قبول طلبه للإفراج المشروط. وكان قد قضى حينها ما يقرب من 15 عامًا من حكمه البالغ 21 عامًا. وفي 22 مايو 2009، أكد أنه تم إطلاق سراحه من السجن تحت الرقابة.

### الحياة بعد السجن
بعد إطلاق سراحه، استمر فيكيرنس في مشروعه الموسيقي Burzum. أطلق ثلاث ألبومات أخرى ضمن نمط الميتال الأسود: *Belus* (2010)، *Fallen* (2011)، و *Umskiptar* (2012)، بالإضافة إلى تجميع لأغاني تم إعادة تسجيلها بعنوان *From the Depths of Darkness*. في 27 أبريل 2013، نشر فيكيرنس أغنية بعنوان "Back to the Shadows" على قناته الرسمية في يوتيوب، والتي صرح بأنها آخر أغنية ميتال ستصدر تحت اسم Burzum. وفي مايو 2013، أطلق ألبومًا آخر من نوع الأجواء الموسيقية (Ambient) بعنوان *Sôl austan, Mâni vestan*.
في السنوات التي تلت إطلاق سراحه من السجن، أصبح فيكيرنس مدونًا نشطًا على يوتيوب عبر قناته "ThuleanPerspective" (أو "Thulêan Perspective"). في عام 2013، أصدر فيكيرنس وزوجته فيلمًا بعنوان *ForeBears* الذي يتناول عبادة الدببة في فترة ما قبل التاريخ، مستلهمًا من *كتاب الموتى المصري*.
كان فيكيرنس أيضًا أحد المستلمين لمانيفستو الإرهابي اليميني المتطرف أندرس بهرنغ بريفيك، الذي أرسله قبل تنفيذ هجوماته في النرويج في 2011، والتي أسفرت عن مقتل 77 شخصًا. على الرغم من أن فيكيرنس أدان أفعال بريفيك، إلا أن هذا جذب انتباه السلطات الفرنسية.
في 16 يوليو 2013، تم اعتقال فيكيرنس وزوجته في منزلهما في كورازي، فرنسا، للاشتباه في تخطيطهما لأعمال إرهابية بعد أن اشترت زوجته أربعة بنادق. ولكن في وقت لاحق، تبين أن زوجته كانت تحمل تصريحًا قانونيًا لشراء الأسلحة. تم الإفراج عنهم لاحقًا دون توجيه اتهامات بعد أن فشلت الشرطة في تحديد أي خطط أو أهداف إرهابية. ومع ذلك، وجهت إليه السلطات الفرنسية تهم تحريض الكراهية العرقية ضد اليهود والمسلمين، وذلك بسبب منشورات على مدونته "Thulean Perspective" التي تضمنت منشورات معادية للسامية تم حذفها بعد توجيه التهم إليه.
في 8 يوليو 2014، تم إدانة فيكيرنس بتهم تحريض الكراهية العرقية وحكم عليه بالحبس لمدة ستة أشهر مع وقف التنفيذ وغرامة قدرها 8,000 يورو.
في يونيو 2018، صرح فيكيرنس أنه قد "تجاوز" مشروع Burzum على قناته في يوتيوب، قائلًا "وداعًا" لهذا المشروع. في يونيو 2019، تم حذف قناته من يوتيوب، وكان عدد المشتركين فيها قد وصل إلى 250,000 مشترك.
في أواخر 2019، أعلن فيكيرنس عبر تويتر عن نيته إصدار ألبوم آخر تحت اسم Burzum بعنوان *Thulêan Mysteries*، والذي تم إصداره في مارس 2020. وأكد فيكيرنس أنه سيكون الألبوم الأخير له تحت اسم Burzum. في 2024، بدأ فيكيرنس في إصدار أغاني منفردة بأسلوبه الميتال الأسود السابق تحت اسم "Burzum (NEW)"، بهدف تشكيل ألبوم بعنوان *The Land of Thule* عند تجميعها.